# Chrám svatého Alexandra Něvského (Lodž)

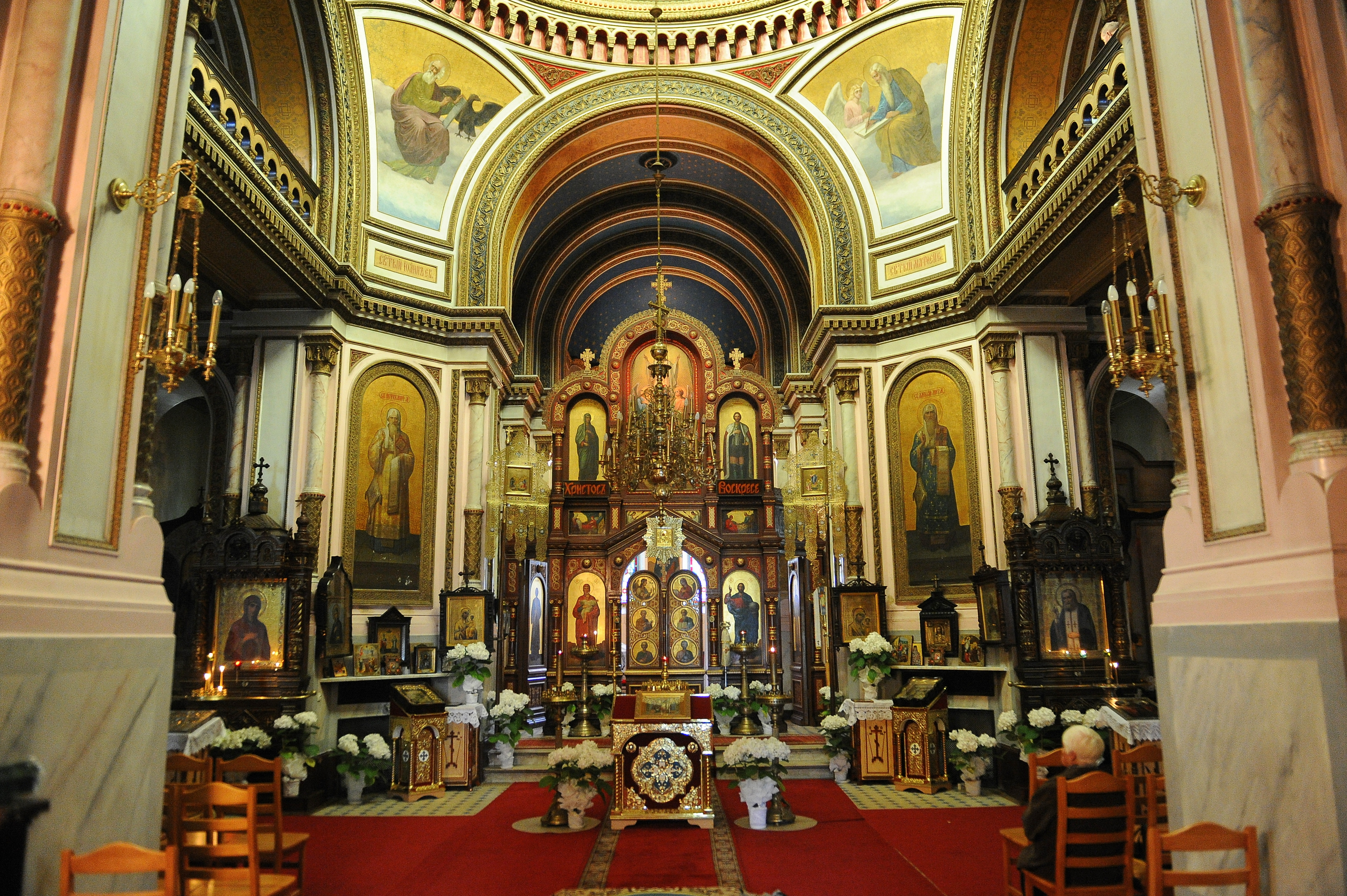
Interiér chrámu

Chrám svatého Alexandra Něvského (polsky Cerkiew katedralna św. Aleksandra Newskiego) je pravoslavným chrámem v polském městě Lodž. I když město Lodž je městem s výraznou převahou římskokatolického obyvatelstva (jako většina polských měst), žije zde i menší pravoslavná komunita.

## Historie
V souvislosi s rusifikační politikou tehdejšího Přivislanského kraje v druhé polovině 19. století přišli do Lodže první pravoslavní věřící, kteří byli většinou Rusové. Proto vznikla i potřeba zbudování jejich vlastního chrámu. Pravoslavný chrám ve městě byl vybudován v roce 1884 podle plánů architekta H. Majewského. Postaven byl na památku neúspěšného pokusu o atentát na cara Alexandra II. (2. dubna 1879). Na stavbu chrámu přispěli přední průmyslníci města a významné osobnosti. Chrám je vybudován v rusko-byzantském architektonickém stylu s kapacitou pro 850 věřících. Zasvěcený byl velkému ruskému vojevůdci a světci z 13. století Alexandrovi Něvském, který zastavil německou expanzi do Ruska v bitvě na Čudském jezeře.